# Alloepedanus robustus
Alloepedanus robustus – gatunek kosarza z podrzędu Laniatores i rodziny Epedanidae. Jedyny znany przedstawiciel monotypowego rodzaju Alloepedanus

## Występowanie
Gatunek endemiczny dla Tajlandii